# Trigon (neume)
Pour les articles homonymes, voir Trigon.
Le trigon est un neume utilisé dans le chant grégorien.
Dans la notation vaticane, le trigon se représente graphiquement comme un punctum suivi d'une cliva (parfois prolongé d'une note ou plus : punctum et climacus). Les deux premières notes sont toujours en position de répercussion. Il ne doit pas être confondu avec le pressus, auquel il ressemble beaucoup dans la notation carrée : le pressus intervient toujours dans un mouvement mélodique descendant, alors que le trigon est soit isolé, soit précédé de notes plus basses ; et ces deux neumes correspondent à des graphismes cursifs très différents.
Dans la notation de St Gall  le trigon s'analyse étymologiquement comme une distropha flexa, c’est-à-dire prolongée vers le bas. En revanche, dans celle de Laon, le trigon prend aussi parfois la forme   d'une strophica suivie d'une cliva (ce qui montre que les deux interprétations sont assez proches).
De même que la distropha et tristropha, le trigon est pratiquement toujours situé au-dessus d'un demi-ton. En outre, la troisième note descend à la tierce inférieure (contrairement au pressus, qui ne descend généralement qu'à la seconde).
Le trigon peut être épisémé, mais jamais sur ses deux premières notes. L'épisème n'est visible que dans la notation cursive  et n'apparaît dans la transcription de Solesmes que parfois, sous la forme d'un point mora final. Dans la plupart des cas, cependant, ces épisèmes se situent en fin d'incise, ce qui permet de rétablir le rythme correct.
Le trigon est toujours léger : les seuls accents qu'il puisse recevoir sont les deux petites attaques (>) des deux strophae initiales, qui doivent rester rapides et d'une intensité non accentuée. Sa troisième note est une note de détente, d'intensité plus faible, qui peut se prolonger un peu plus.